# Kevin William Irwin
Kevin William Irwin (* 1. Februar 1946) ist ein US-amerikanischer römisch-katholischer Theologe und Professor für Liturgiewissenschaft.

## Leben
Der Priester der Erzdiözese New York war über 30 Jahre lang an der Fakultät der Catholic University of America tätig. Irwin hatte von 2000 bis 2015 den Walter J. Schmitz, Lehrstuhl für Liturgische Studien, inne, war von 2005 bis 2011 Dekan der Fakultät für Theologie und Religionswissenschaft und ist derzeit ordentlicher Forschungsprofessor.

## Schriften (Auswahl)
- Liturgical theology. A primer. Collegeville 1990, ISBN 0-8146-1977-0.
- Models of the Eucharist. New York 2005, ISBN 0-8091-4332-1.
- The sacraments. Historical foundation and liturgical theology. New York 2012, ISBN 978-0-8091-4955-1.
- Context and text. A method for liturgical theology. Collegeville 2018, ISBN 978-0-8146-8037-7.